# Aspar GP Master
Aspar G.P. Master es un videojuego desarrollado y distribuido por Dinamic Software en 1988, para las plataformas: Sinclair ZX Spectrum, Amstrad CPC, MSX, Atari ST, Commodore 64 y Commodore Amiga. Más tarde fue lanzado en formato cartucho para la consola C64GS.
Se trata de un simulador de motociclismo al que da nombre el corredor Jorge Martínez Aspar.

## Argumento
En Aspar G.P. Master tenemos como objetivo alcanzar el título de campeón del mundo de motociclismo de 1988 en la categoría de los 80 cc. El campeonato se estructura en siete grandes premios puntuables. Con carácter previo a cada carrera debes correr los entrenamientos para intentar obtener la pole position. Posteriormente viene la carrera propiamente dicha en la que competirás con famosos motociclistas de la época, controlados por el ordenador, para pasar por meta en la mejor posición posible e ir sumando puntos que determinarán al final de la temporada quien ha resultado campeón.

## Desarrollo
El proyecto estaba integrado por Javier Cubedo, Pedro Sudón, José Juan García, Orlando Araujo, Paco Martín y Roberto Uriel Herrera. La portada corrió a cargo de Fernando San Gregorio.

## Crítica
Si bien en general la crítica en España por parte de la prensa especializada fue favorable, parte de los lectores de la revista MicroHobby consideraron la versión Spectrum uno de los mayores bodrios de la producción española de 1988 para esta plataforma, solo por detrás de Delfox, Brick Breaker y Explorer XXXI, máximos ganadores de tal distinción.